# ARASHI LIVE TOUR 2015 Japonism
『ARASHI LIVE TOUR 2015 Japonism』（アラシ ライブ ツアー 2015 ジャポニズム）は、日本の男性アイドルグループ・嵐のライブ・ビデオ。2016年8月24日にJ Stormから発売された。

## 概要
2015年11月から12月まで行われた5大ドームツアー「ARASHI LIVE TOUR 2015 Japonism」からツアー最終公演となる12月27日開催の東京ドーム公演を収録。
DVD/Blu-rayにそれぞれ初回プレス仕様・通常仕様が存在し、計4種類で発売。Blu-ray Disc版にはSBMV Super Bit Mapping（ソニー株式会社が開発した階調補完技術）が本作に採用されている。
本作収録の「心の空」は、後に5枚目のベストアルバム『5×20 All the BEST!! 1999-2019』初回限定盤2特典DVD「ARASHI LIVE CLIPS」にも収録された。

## チャート成績
2016年9月5日付の週間オリコンチャートで、DVDは初動24.4万枚、BDは初動27.8万枚を記録し、DVDとBD両部門で総合1位を獲得した。音楽DVDとBDの売上枚数を合算した｢総合ミュージック映像ランキング｣でも1位を獲得し、DVDとBDとあわせて初週付の映像ランキング主要3部門を制した。DVD／BD同時総合1位獲得作品数は、2014年発売の『ARASHI アラフェス'13 NATIONAL STADIUM 2013』から通算6作目となる。
また、音楽DVD総合1位獲得の｢連続年数｣を2007年発売の『ARASHI AROUND ASIA』から前人未到の10年連続に更新した。

## 収録曲
※DVDではDisc 1に1〜22、Disc 2に23〜32を収録。Blu-rayではDisc 1に1〜28、Disc 2に29〜32を収録。
1. Overture
2. Sakura
3. miyabi-night
4. ワイルド アット ハート
5. Troublemaker
6. 青空の下、キミのとなり
7. Make a wish
8. MUSIC - 二宮和也
9. Don't you love me? - 松本潤
10. イン・ザ・ルーム
11. マスカレード
12. Happiness
13. ハダシの未来
14. GUTS!
15. 愛を叫べ
16. 日本よいとこ摩訶不思議 covered by 嵐
17. 君への想い
18. Rolling days - 櫻井翔
19. Mr.FUNK - 相葉雅紀
20. FUNKY
21. Bolero!
22. 暁 - 大野智
23. Japonesque
24. 心の空
25. SUNRISE日本
26. Oh Yeah!
27. Believe
28. 僕らがつないでいく
29. ユメニカケル
30. Love so sweet
31. A・RA・SHI
32. 感謝カンゲキ雨嵐

## ツアー日程
- 5大ドームツアー「ARASHI LIVE TOUR 2015 Japonism」について記述。

|        | 開催日    | 開演時間 | 会場                    |
| 2015年 | 2015年    | 2015年   | 2015年                  |
| ------ | --------- | -------- | ----------------------- |
| 1      | 011月6日  | 18:00    | バンテリンドーム ナゴヤ |
| 1      | 011月7日  | 18:00    | バンテリンドーム ナゴヤ |
| 1      | 011月8日  | 16:00    | バンテリンドーム ナゴヤ |
| 2      | 011月13日 | 18:00    | 札幌ドーム              |
| 2      | 011月14日 | 18:00    | 札幌ドーム              |
| 2      | 011月15日 | 16:00    | 札幌ドーム              |
| 3      | 011月26日 | 18:00    | 京セラドーム大阪        |
| 3      | 011月27日 | 18:00    | 京セラドーム大阪        |
| 3      | 011月28日 | 18:00    | 京セラドーム大阪        |
| 3      | 011月29日 | 16:00    | 京セラドーム大阪        |
| 4      | 012月17日 | 18:00    | 福岡PayPayドーム        |
| 4      | 012月18日 | 18:00    | 福岡PayPayドーム        |
| 4      | 012月19日 | 16:00    | 福岡PayPayドーム        |
| 5      | 012月23日 | 18:00    | 東京ドーム              |
| 5      | 012月24日 | 18:00    | 東京ドーム              |
| 5      | 012月26日 | 18:00    | 東京ドーム              |
| 5      | 012月27日 | 18:00    | 東京ドーム              |